# Christlich-Soziale Union
De Christlich-Soziale Union (CSU) (CSU – Christelijk-Sociale Unie in Beierenⓘ) is een christendemocratische partij in Duitsland. De CSU is uitsluitend actief in de deelstaat Beieren. In de andere deelstaten is de zusterpartij Christlich Demokratische Union (CDU) actief. De twee partijen samen (CSU en CDU) worden de Union genoemd en vormen in die hoedanigheid de grootste partijenformatie van Duitsland. De CSU wordt echter als conservatiever beschouwd dan de CDU.

## Geschiedenis
De CSU is in 1945/1946 opgericht en kan, naast de Bayernpartei, als een voortzetting van de Bayerische Volkspartei worden gezien. Wel was de CSU vanaf het begin een partij voor katholieken én protestanten.
De CSU is al sinds 1946 ononderbroken de grootste partij van Beieren en zetelt sindsdien (de periode 1954-1957 uitgezonderd) ook altijd in de regering van de deelstaat. Tussen 1966 en 2008 beschikte de CSU zelfs over een parlementaire meerderheid, waardoor de partij gedurende die decennia steeds solo regeerde. De partij levert sinds 1957 de Beierse minister-president.
Bij de Beierse Landdagverkiezingen van 2008 behaalde de CSU haar slechtste verkiezingsresultaat sinds 1954. De partij kwam uit op 43,4 procent van de stemmen (tegen 60,7 in 2003), waarmee voor het eerst sinds 1962 geen absolute meerderheid behaald werd. Partijvoorzitter Erwin Huber en minister-president Günther Beckstein kondigden hierop, na druk van de partijleden, hun vertrek aan. De nieuwe partijleider Horst Seehofer werd vervolgens minister-president van een coalitieregering met de FDP. Bij de verkiezingen van 2013 wist de CSU haar absolute meerderheid te heroveren, maar in 2018 ging deze opnieuw verloren.
De belangrijkste aanhang van de CSU bevindt zich op het platteland. Grote Beierse steden als München, Augsburg, Neurenberg, Fürth en Bamberg hebben of hadden over het algemeen vaak SPD-burgemeesters.
Franz Josef Strauß is in de historie de belangrijkste politicus van de CSU geweest; hij behoorde niet tot de oprichters van de partij, maar was de gehele naoorlogse periode tot aan zijn dood toonaangevend binnen de partij. Strauß was onder meer bondsminister (1953-1962 en 1966-1969), minister-president (1978-1988) en CSU-voorzitter (1961-1988).

## Partijvoorzitters
Sinds januari 2019 is Markus Söder voorzitter van de CSU. Plaatsvervangende partijchefs zijn Katrin Albsteiger, Angelika Niebler, Dorothee Bär, Manfred Weber en Melanie Huml.

### Lijst van partijvoorzitters
| Partijleiders | Partijleiders      | Partijleiders                  | Termijn                             | Leeftijd | Functie(s) als leider / Overige functie(s) | Functie(s) als leider / Overige functie(s)                                                                 |
| ------------- | ------------------ | ------------------------------ | ----------------------------------- | -------- | --- | --- |
|               | Josef Müller       | Josef Müller (1898–1979)       | 17 december 1945 – 29 mei 1949      | 47–51    | | |
|               | Hans Ehard         | Hans Ehard (1887–1980)         | 29 mei 1949 – 22 januari 1955       | 61–67    | Minister-president van Beieren (1946–1954, 1960–1962) | |
|               | Hanns Seidel       | Hanns Seidel (1901–1961)       | 22 januari 1955 – 18 maart 1961     | 53–59    | Minister-president van Beieren (1957–1960) | |
|               | Franz Josef Strauß | Franz Josef Strauß (1915–1988) | 18 maart 1961 – 3 oktober 1988      | 45–73    | Minister-president van Beieren (1978–1988) Bondsminister van Financiën (1966–1969) Bondsminister van Defensie (1956–1963)                                   | Bondsminister voor Kernveiligheid (1953–1956)                                                              |
|               | Theo Waigel        | Theo Waigel (1939)             | 16 november 1988 – 9 oktober 1999   | 49–60    | Bondsminister van Financiën (1989–1998) | |
|               | Edmund Stoiber     | Edmund Stoiber (1941)          | 9 oktober 1999 – 30 september 2007  | 58–66    | Minister-president van Beieren (1993–2007) | |
|               | Erwin Huber        | Erwin Huber (1946)             | 30 september 2007 – 25 oktober 2008 | 61–62    | | |
|               | Horst Seehofer     | Horst Seehofer (1949)          | 25 oktober 2008 – 19 januari 2019   | 59–69    | Minister-president van Beieren (2008–2018) Voorzitter van de Bondsraad (2010–2012) Bondsminister van Binnenlandse Zaken, Huisvesting en Wijken (sinds 2018) | Bondsminister van Volksgezondheid (1992–1998) Bondsminister van Landbouw en Voedselvoorziening (2005–2008) |
|               | Markus Söder       | Markus Söder (1967)            | 19 januari 2019 – heden             | 52–heden | Minister-president van Beieren (sinds 2018) | |

## Verkiezingsuitslagen

### Bondsdagverkiezingen
De CSU behaalde de volgende resultaten bij de verkiezingen voor de Bondsdag:
| Jaar | Percentage (landelijk) | Percentage (Beieren) | Zetels   | Positie                                              |
| ---- | ---------------------- | -------------------- | -------- | ---------------------------------------------------- |
| 1949 | 5,8%                   | 29,2%                | 24 / 402 | coalitieregering (Adenauer I)                        |
| 1953 | 8,8%                   | 47,8%                | 52 / 487 | coalitieregering (Adenauer II)                       |
| 1957 | 10,5%                  | 57,2%                | 55 / 497 | coalitieregering (Adenauer III)                      |
| 1961 | 9,6%                   | 54,9%                | 50 / 499 | coalitieregering (Adenauer IV, Adenauer V, Erhard I) |
| 1965 | 9,6%                   | 55,6%                | 49 / 496 | coalitieregering (Erhard II, Kiesinger)              |
| 1969 | 9,5%                   | 54,4%                | 49 / 496 | oppositie                                            |
| 1972 | 9,7%                   | 55,1%                | 48 / 496 | oppositie                                            |
| 1976 | 10,6%                  | 60,0%                | 53 / 496 | oppositie                                            |
| 1980 | 10,3%                  | 57,6%                | 52 / 497 | oppositie (1980–1982) coalitieregering (Kohl I)      |
| 1983 | 10,6%                  | 59,5%                | 53 / 498 | coalitieregering (Kohl II)                           |
| 1987 | 9,8%                   | 55,1%                | 49 / 497 | coalitieregering (Kohl III)                          |
| 1990 | 7,1%                   | 51,9%                | 51 / 662 | coalitieregering (Kohl IV)                           |
| 1994 | 7,3%                   | 51,2%                | 50 / 672 | coalitieregering (Kohl V)                            |
| 1998 | 6,7%                   | 47,7%                | 47 / 669 | oppositie                                            |
| 2002 | 9,0%                   | 58,6%                | 58 / 603 | oppositie                                            |
| 2005 | 7,4%                   | 49,2%                | 46 / 614 | coalitieregering (Merkel I)                          |
| 2009 | 6,5%                   | 42,5%                | 45 / 622 | coalitieregering (Merkel II)                         |
| 2013 | 7,4%                   | 49,3%                | 56 / 631 | coalitieregering (Merkel III)                        |
| 2017 | 6,2%                   | 38,8%                | 46 / 709 | coalitieregering (Merkel IV)                         |
| 2021 | 5,2%                   | 31,7%                | 45 / 736 | oppositie                                            |
| 2025 | 6,0%                   | 37,2%                | 44 / 630 |                                                      |

### Landdagverkiezingen
De CSU behaalde de volgende resultaten bij de verkiezingen voor de Beierse Landdag:
| Jaar | Percentage | Zetels    | Positie                              |
| ---- | ---------- | --------- | ------------------------------------ |
| 1946 | 52,3%      | 104 / 180 | coalitieregering (met SPD)           |
| 1950 | 27,4%      | 64 / 180  | coalitieregering (met SPD)           |
| 1954 | 38,0%      | 83 / 204  | oppositie                            |
| 1958 | 45,6%      | 101 / 204 | coalitieregering (met GB/BHE en FDP) |
| 1962 | 47,5%      | 108 / 204 | coalitieregering (met BP)            |
| 1966 | 48,1%      | 110 / 204 | eenpartijregering                    |
| 1970 | 56,4%      | 124 / 204 | eenpartijregering                    |
| 1974 | 62,1%      | 132 / 204 | eenpartijregering                    |
| 1978 | 59,1%      | 129 / 204 | eenpartijregering                    |
| 1982 | 58,3%      | 133 / 204 | eenpartijregering                    |
| 1986 | 55,8%      | 128 / 204 | eenpartijregering                    |
| 1990 | 54,9%      | 127 / 204 | eenpartijregering                    |
| 1994 | 52,8%      | 120 / 204 | eenpartijregering                    |
| 1998 | 52,9%      | 123 / 204 | eenpartijregering                    |
| 2003 | 60,7%      | 124 / 180 | eenpartijregering                    |
| 2008 | 43,4%      | 92 / 187  | coalitieregering (met FDP)           |
| 2013 | 47,7%      | 101 / 180 | eenpartijregering                    |
| 2018 | 37,2%      | 85 / 205  | coalitieregering (met FW)            |
| 2023 | 37,0%      | 85 / 203  | coalitieregering (met FW)            |

### Europese verkiezingen
De CSU behaalde de volgende resultaten bij de verkiezingen voor het Europees Parlement:
| Jaar | Percentage (landelijk) | Percentage (Beieren) | Zetels  |
| ---- | ---------------------- | -------------------- | ------- |
| 1979 | 10,1%                  | 62,5%                | 8 / 78  |
| 1984 | 8,5%                   | 57,2%                | 7 / 78  |
| 1989 | 8,2%                   | 45,4%                | 7 / 78  |
| 1994 | 6,8%                   | 48,9%                | 8 / 99  |
| 1999 | 9,4%                   | 64,0%                | 10 / 99 |
| 2004 | 8,0%                   | 57,4%                | 9 / 99  |
| 2009 | 7,2%                   | 48,1%                | 8 / 99  |
| 2014 | 5,3%                   | 40,5%                | 5 / 96  |
| 2019 | 6,3%                   | 40,7%                | 6 / 96  |

## Websites
- Officiële website